# Saint-Étienne-du-Bois, Ain
Saint-Étienne-du-Bois är en kommun i departementet Ain i regionen Auvergne-Rhône-Alpes i östra Frankrike. Kommunen ligger  i kantonen Treffort-Cuisiat som ligger i arrondissementet Bourg-en-Bresse. Kommunens areal är 28,38 km². År 2022 hade Saint-Étienne-du-Bois 2 569 invånare.

## Befolkningsutveckling
Antalet invånare i kommunen Saint-Étienne-du-Bois
Referens: INSEE